# Spit
Spit é o álbum de estreia da banda de Nu metal Kittie, lançado em 1999.

## Faixas
1. "Spit" — 2:21
2. "Charlotte" — 3:57
3. "Suck" — 3:32
4. "Do You Think I'm a Whore?" — 3:02
5. "Brackish" — 3:08
6. "Jonny" — 2:25
7. "Trippin'" — 2:22
8. "Raven" — 3:25
9. "Get Off (You Can Eat A Dick)" — 2:52
10. "Choke" — 4:06
11. "Paperdoll" — 3:24
12. "Immortal" — 2:51

## B-Sides e Outtakes
- "Abercrombie & Fitch"
- "Get Off (You Can Eat a Dick)" (59 Second Version) a versão original não está disponível em qualquer lugar
- "Da Shit U Can't Fuck Wit"